# Markus Ferber
Markus Ferber (Augsburg, 15 januari 1965) is een Duits politicus van christendemocratische signatuur. Hij is lid van de Beierse Christlich-Soziale Union (CSU) en de Europese Volkspartij en zetelt sinds 1994 als lid van de EVP-fractie in het Europees Parlement. Hij is sinds 2000 lid van het bureau van de EVP-fractie.
Ferber is ondervoorzitter van de Delegatie in de Gemengde Parlementaire Commissie EU-Mexico, lid van de Commissie economische en monetaire zaken en de Delegatie in de Euro-Latijns-Amerikaanse Parlementaire Vergadering en plaatsvervangend lid van de Commissie vervoer en toerisme en de Delegatie voor de betrekkingen met Israël. Hij was van 1999 tot 2009 lid van de Begrotingscommissie.

## Biografie
Markus Ferber is van opleiding een Ingenieur elektrotechniek (Dipl.), een studie die hij in 1990 voltooide. Van 1990 tot 1992 was hij werkzaam als ontwikkelingsingenieur, van 1992 tot 1994 als ingenieur in een verkoopafdeling. Sinds 2004 is hij Europees parlementslid. Hij was gemeenteraadslid te Bobingen van 1990 tot 1999 en sinds 1996 is hij lid van de districtsraad Augsburg. Voorzitter van de "Europagroep" van de CSU is een functie die hij sinds 1999 opneemt, voorzitter van de Europa-Union van Beieren sinds 2000.
- Gemeinsame Normdatei: 1033433063
- International Standard Name Identifier: 0000 0003 7061 1950
- Virtual International Authority File: 249922967